# Milton Waner
Milton Waner (ur. 29 października 1953 w Johannesburgu) – chirurg plastyczny twarzy, ekspert w leczeniu naczyniaków i malformacji naczyniowych, były dyrektor Instytutu Znamion Naczyniowych w St. Luke’s – Roosevelt Hospital Center oraz Beth Israel Medical Center. Obecnie pracuje w Szpitalu Lenox Hill w Nowym Jorku. Współzałożyciel Waner Children’s Vascular Anomaly Foundation oraz Vascular Birthmark Institute. Kawaler Orderu Uśmiechu.

## Wykształcenie i kariera zawodowa
Po ukończeniu studiów w 1977 roku, ukończył staż i ogólne szkolenia chirurgiczne na Witwatersrand Medical School w Johannesburgu. Na tym samym uniwersytecie zdobył również tytuł doktora. 
W 1980 roku rozpoczął rezydenturę w Zakładzie Otolaryngologii w Klinice Chirurgii Uniwersytetu Witwatersrand. W 1985 roku ukończył stypendium badawcze nad nowotworami głowy i szyi na Uniwersytecie w Cincinnati Medical Center. Następnie objął stanowisko na Oddziale Chirurgii na Uniwersytecie w Sydney. W 1988 roku opuścił Australię, by zostać wykładowcą na Wydziale Otolaryngologii na Uniwersytecie Arkansas. 
W 2001 roku został awansowany do stopnia profesora. Pełnił funkcję dyrektora na oddziale dziecięcej chirurgii plastycznej twarzy w Arkansas Children’s Hospital. Był przedstawicielem Rady Chirurgicznej Dyrektorów Amerykańskiego Towarzystwa Medycyny Laserowej i Chirurgii oraz został nominowany na jej dyrektora. 
Waner posiada liczne amerykańskie i międzynarodowe patenty na urządzenia medyczne , a jednym z jego najnowszych wynalazków są okulary na podczerwień, które umożliwiają wizualizację żył przez nienaruszoną skórę. To narzędzie i inne podobne do niego są obecnie używane w szpitalach na całym świecie. 
Pełnił funkcję przedstawiciela chirurga w Radzie Dyrektorów Amerykańskiego Towarzystwa Medycyny i Chirurgii Laserowej i został nominowany do kandydowania na prezesa tego stowarzyszenia. Jest członkiem kilku towarzystw, w tym Amerykańskiego Towarzystwa Medycyny Laserowej i Chirurgii oraz Amerykańskiej Akademii Otolaryngologii-Chirurgii Głowy i Szyi.
Waner jest laureatem wielu nagród. Należą do nich nagroda honorowa przyznawana przez Amerykańską Akademię Otolaryngologii w dziedzinie chirurgii głowy i szyi oraz nagroda za osiągnięcia sieci Children's Miracle Network. Został honorowym członkiem Brytyjskiej Akademii Estetycznych Chirurgów Plastycznych. Niedawno jego imieniem nazwano holownik pływający w porcie Nowego Jorku (dr Milton Waner, USA). Doktor Waner konsekwentnie znajduje się na kilku listach najlepszych lekarzy, w tym najlepszych lekarzy w Ameryce, najlepszych lekarzy w Ameryce i najlepszych lekarzy w Nowym Jorku, a także został przedstawiony na okładce jako jeden z „Najlepszych lekarzy: w 1999 r. w US News & World Report.

## Osiągnięcia

### Odkrycia naukowe
Uważany jest za światowy autorytet w leczeniu naczyniaków i malformacji naczyniowych. Był pionierem w rozwoju laserów. Posiada liczne amerykańskie i międzynarodowe patenty na urządzenia medyczne. Jednym z jego najnowszych wynalazków są okulary na podczerwień, które mogą wizualizować żyły przez nieuszkodzoną skórę. Będą one wkrótce stosowane w salach operacyjnych i pomieszczeniach ratowniczych na terenie całych Stanów Zjednoczonych.

### Publikacje naukowe
Jest autorem i współautorem ponad 100 artykułów, 24 rozdziałów książki Hemangiomas and Vascular Malformations of the Head and Neck (Nowy Jork 1999), podręcznika dotyczącego wad naczyniowych głowy i szyi oraz 2 książek o malformacjach naczyniowych:
- Key JM, Waner M, Lasers in Facial Plastic Surgery. North American Clinics of Facial Plastic and Reconstructive Surgery.Vol. 4, No. 2; WB Saunders, New York, New York 1996.
- Waner M, Suen JY. The Treatment of Hemangiomas & Vascular Malformations of the Head & Neck. J. Wiley & Sons New York, NY. 1999.

### Członkostwo w towarzystwach
- South African Society of Otorhinolaryngology (1984)
- South African Medical Society (1986)
- Arkansas Academy of Otolaryngology (1990)
- Arkansas Medical Society (1990)
- American Society for Laser Medicine and Surgery, Inc. (1990)
- American Academy of Facial Plastic and Reconstructive Surgery (1991)
- American Academy of Otolaryngology Head & Neck Surgery (1992)
- Alpha Omega Alpha Honor Medical Society (1994)
- British Association of Aesthetic Plastic Surgeons (1988) – członek honorowy
- The International Society for the Study of Vascular Anomalies (2000)

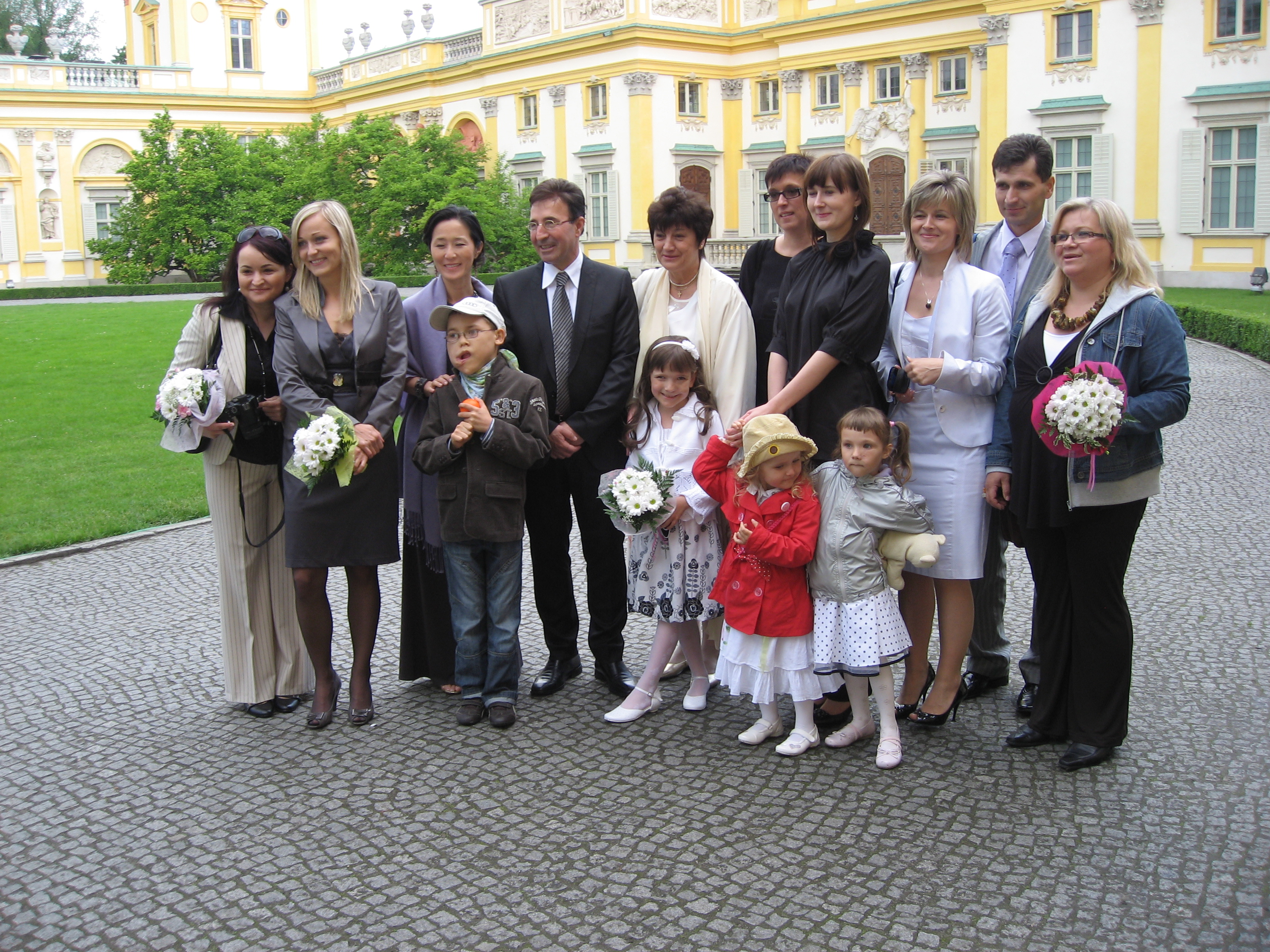
Milton Waner ze swoimi podopiecznymi i ich rodzicami z Polski na Gali wręczenia Orderu Uśmiechu w Wilanowie, maj 2009

### Nagrody i odznaczenia
- Alpha Omega Alpha Honor Society (1994)
- „The Best Doctors in America” nadane przez Woodward i White w Aiken (1996)
- Nagroda Honorowa nadana przez Amerykańską Akademię Otolaryngologii, Chirurgii Głowy i Szyi (1997)
- Nagroda Honorowa Brytyjskiej Akademii Chirurgii Estetycznej (1988)
- 1999 Featured in the lead article „America’s Best Hospitals” (US News and World Report July 1999)
- Najlepsza praca naukowa – nagroda nadana przez The 13th International Workshop on Vascular Anomolies (2000)
- Wyróżnienie honorowe (drugie miejsce) – nagroda za prezentację o Neuropatologii eksperymentalnej Weil nadana przez American Assocociation of Neuropathologists Annual Meeting (2000)
- Nagroda America’s Top Doctors Chair nadana przez Arkansas Children’s Hospital (2001)
- Nagroda Castle & Connolly Guide America’s Top Doctors (2003)
- Children’s Miracle Network Award (2003)
- Kawaler Orderu Uśmiechu (2009)

Jego prace zostały wyróżnione w wielu programach edukacyjnych tj. Discovery Channel i Discovery Health.

## Współpraca z lekarzami w Niemczech
Do lipca 2013 roku cyklicznie przylatywał do szpitala św. Józefa (St. Joseph Krankenhaus) w Berlinie i tam przy współpracy miejscowych specjalistów operował dzieci z całej Europy. W tej chwili współpracuje z Gesellschaft für Leben und Gesundheit w Eberswalde.

## Fundacja
W 2007 roku razem z rodzicami swojej pacjentki Rachel – Edwardem i Sherii Foster założył fundację – Waner Children’s Vascular Anomaly Foundation. Ma ona na celu udzielać pomoc finansową dla rodzin z dziećmi dotkniętymi anomaliami naczyniowymi oraz wspierać działalność Instytutu Znamion Naczyniowych w Nowym Jorku w ich wysiłkach na rzecz edukowania społeczności medycznej przez seminaria i stypendia na szkolenia innych lekarzy.

## Życie prywatne
Żonaty z Teresą O, laryngologiem, specjalizującym się w leczeniu chirurgicznym naczyniaków, malformacji naczyniowych oraz paraliżu twarzy. Ma pięcioro dzieci. Mieszka na Manhattanie w Nowym Jorku.